# Trenceng
Trenceng is een bestuurslaag in het regentschap Tulungagung van de provincie Oost-Java, Indonesië. Trenceng telt 2045 inwoners (volkstelling 2010).